# Tom Bruce
Thomas „Tom“ Edwin Bruce (* 17. April 1952 in Red Bluff, Kalifornien; † 9. April 2020 in Royal Oaks, Kalifornien) war ein US-amerikanischer Schwimmer. Er gewann je eine olympische Gold- und Silbermedaille.

## Karriere
Tom Bruce gehörte bereits als Schüler der Peterson High School in Sunnyvale zu den besten Schwimmern der Vereinigten Staaten. Nach der High School besuchte er die University of California, Los Angeles und schwamm außer für seine Universität für den Santa Clara Swim Club. 1972 war er Collegemeister über 100 Meter Brust und belegte den dritten Platz bei den Meisterschaften der Amateur Athletic Association.
Bei den Olympischen Spielen 1972 in München qualifizierte er sich als Sechstschnellster der Vorläufe und Fünftschnellster der Zwischenläufe für den Endlauf über 100 Meter Brust. Im Finale siegte der Japaner Nobutaka Taguchi in neuer Weltrekordzeit, mit 0,49 Sekunden Rückstand schlug Tom Bruce als Zweiter an vor seinen Landsleuten John Hencken und Mark Chatfield. Im Vorlauf der 4-mal-100-Meter-Lagenstaffel schwammen Mitchell Ivey, John Hencken, Gary Hall und Dave Fairbank die schnellste Zeit. Im Finale siegten Michael Stamm, Tom Bruce, Mark Spitz und Jerry Heidenreich mit neuem Weltrekord vor der Staffel aus der DDR. Entsprechend den bis 1984 gültigen Regeln erhielten die Schwimmer, die nur im Vorlauf eingesetzt wurden, keine Medaille. Der Weltrekord wurde vier Jahre später bei den Olympischen Spielen in Montreal unterboten.
Tom Bruce arbeitete später im Management eines Krankenhauses.